# Джон Стоді
Джон Стоді (англ. John de Stodeye; д/н — 1376) — лондонський торговець часів середньовічної Англії, лорд-мер Лондона.

## Життєпис
Про батьків, дату народження та молоді роки нічого невідомо. Належав до гільдії виноторгівців, що була частиною віктуалерів зі «старого патриціату». Завдяки шлюбу з представницею давньої і багатої родини олдерменів де Ґізорів зумів суттєво розширити торгівлю вином. Зрештою перетворився на одного з найбільших імпортерів вина до Англії.
Був політичним союзником Адама Френсі. Завдяки цьому, коли останній 1352 року став мером Лондонського Сіті, Джон Стоді став олдерменом. Залишався на цій посаді до самої смерті у 1376 році.
Мав тісні стосунки з королівським двором, якому надавав особисті кредити під час Столітньої війни. 1357 року обирається лорд-мером Лондона. Був впливовим торгівцем та міським діячем Лондона, підтримуючи владу віктуалерів. Помер 1376 року.

## Родина
Дружина — онука Джона де Ґізора, лорд-мера Лондона
- Айдонія, дружина Ніколаса Брембра, лорд-мера Лондона
- донька, дружина Джона Філпота, лорд-мера Лондона
- донька, дружина Ніколаса Веннера, виноторговця
- донька, дружина Адама Бамме, лорд-мера Лондона